# König Polens

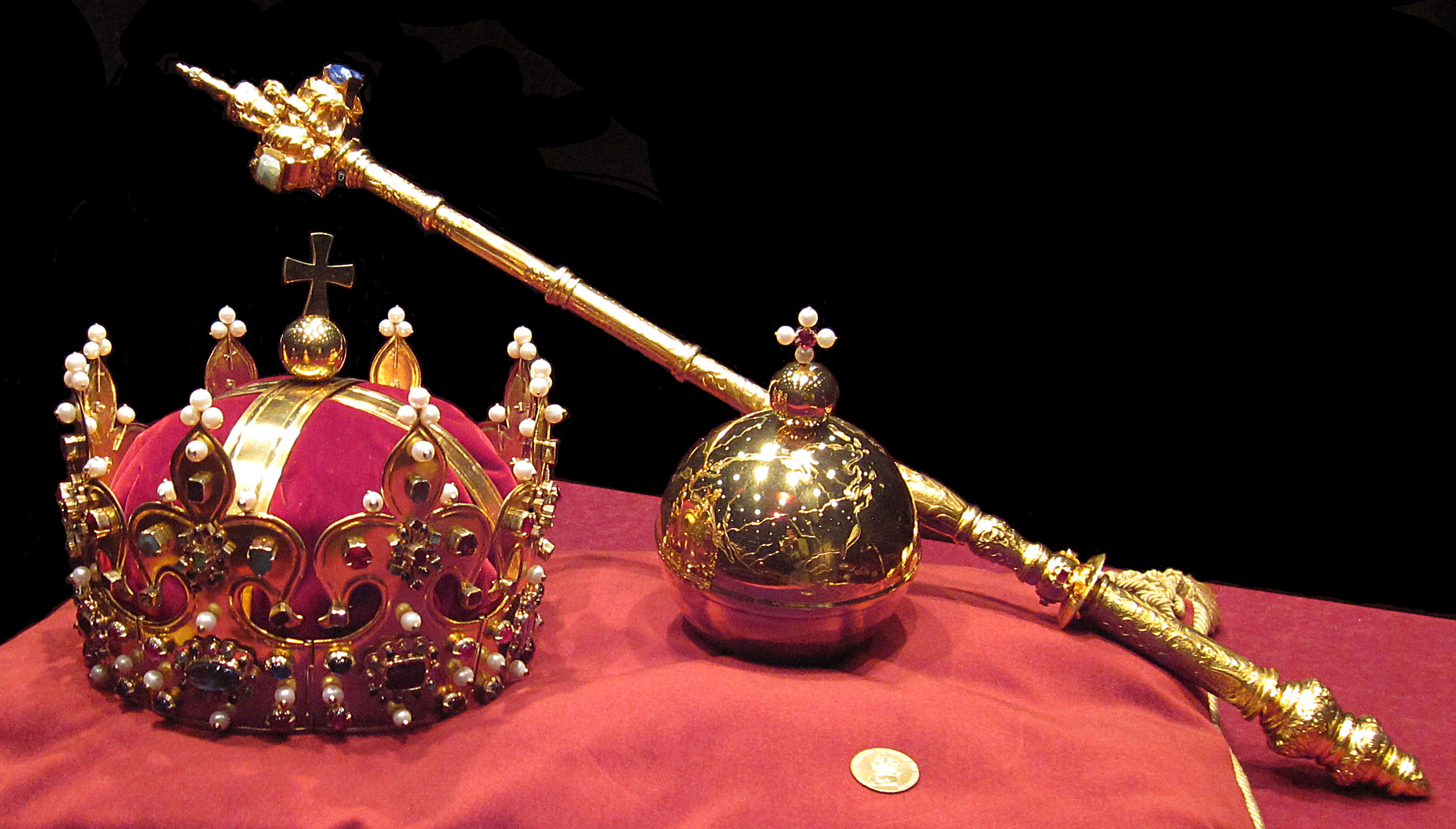
Repliken der polnischen Krönungsinsignien, die 2001–2003 in Nowy Sącz hergestellt wurden.

König Polens (lateinisch rex Poloniae) ist der Monarchentitel der gekrönten Herrscher des Königreichs Polen, der Krone des Königreichs Polen und der Republik Polen.

## Geschichte
Der erste König von Polen war Bolesław I. Chrobry, der 1025 gekrönt wurde. Der Königstitel war von der Krönung von Władysław I. Łokietek (1320) bis zur Dritten Teilung Polens und der Abdankung von Stanisław August Poniatowski (1795) dauerhaft mit der Person des polnischen Monarchen verbunden.
Seit dem Zustandekommen der Union von Lublin (1569) wurde jeder neu gekrönte König von Polen von Amts wegen Herrscher über Litauen und wurde nie zum Großfürsten von Litauen erhoben. Der letzte Großherzog von Litauen war Sigismund II. Augustus.

## Krönung
Die Krönungen der polnischen Könige fanden bis 1300 in der Erzkathedrale Mariä Himmelfahrt in Gniezno statt, ab 1320 in der Kathedrale des Heiligen Stanislaus und des Heiligen Wenzel in Krakau und 1705 und 1764 in der Stiftskirche St. Johannes der Täufer in Warschau.
1795 wurden die polnischen Krönungsinsignien, die in der Schatzkammer der Krone auf dem Wawel aufbewahrt wurden, auf Befehl von Friedrich Wilhelm II. von Preußen geplündert und heimlich nach Berlin transportiert. Von dort wurden sie 1809 auf Befehl von Friedrich Wilhelm III. von Preußen nach Königsberg gebracht. Dort wurden sie 1811 aus Angst vor einer Revanche zerschlagen und eingeschmolzen.
Seit dem Wiener Kongress (1815) wurde der Titel König von Polen von russischen Kaisern geführt, die auch Könige Kongresspolens waren. 1831 beschloss der Sejm, Nikolaus I. Romanow zu entthronen.

## Könige Polens
| Nr. | Name                                           | Bild | Dynastie                  | Geburtsdatum                   | Sterbedatum                     | Beginn der Herrschaft                                        | Ende der Herrschaft                                        | Eltern                                                             |
| --- | ---------------------------------------------- | ---- | ------------------------- | ------------------------------ | ------------------------------- | ------------------------------------------------------------ | ---------------------------------------------------------- | ------------------------------------------------------------------ |
| 1   | Bolesław I.                                    |      | Piasten                   | 967                            | 17. Juni 1025                   | 18. Apr. 1025                                                | 17. Juni 1025                                              | Mieszko I., Dubrawka von Böhmen                                    |
| 2   | Mieszko II. Lambert                            |      | Piasten                   | 990                            | 10. Mai 1034                    | 25. Dez. 1025                                                | 1031                                                       | Bolesław I., Emnilda                                               |
| –   | Vratislav II.                                  |      | Přemysliden               | nach 1032                      | 14. Jan. 1092                   | 15. Juni 1085 oder 1086                                      | 14. Jan. 1092                                              | Břetislav I., Judith von Schweinfurt                               |
| 3   | Bolesław II.                                   |      | Piasten                   | ca. 1042                       | Apr. 1081 oder 1082             | 25. Dez. 1076                                                | 1079                                                       | Kasimir I. Karl, Maria Dobroniega                                  |
| 4   | Przemysł II.                                   |      | Piasten                   | 14. Okt. 1257 Posen            | 8. Feb. 1296 Rogoźno            | 26. Juni 1295                                                | 8. Feb. 1296                                               | Przemysł I., Elisabeth von Breslau                                 |
| 5   | Wenzel I.                                      |      | Přemysliden               | 27. Sep. 1271 Prag             | 21. Juni 1305 Prag              | Aug. 1300                                                    | 21. Juni 1305                                              | Ottokar II. Přemysl, Kunigunde von Halitsch                        |
| 6   | Wenzel III., ungekrönt                         |      | Přemysliden               | 6. Okt. 1289                   | 4. Aug. 1306 Olmütz             | 1305                                                         | 4. Aug. 1306                                               | Wenzel I., Guta von Habsburg                                       |
| –   | Heinrich von Kärnten, Ungekrönter Titularkönig |      | Meinhardiner              | ca. 1265                       | 2. Apr. 1335                    | 1306 und 3./ 4. Juli 1307                                    | 1306 und 31. Aug. 1310                                     | Meinhard II., Elisabeth von Bayern                                 |
| –   | Rudolf III., Ungekrönter Titularkönig          |      | Habsburger                | 1281                           | 3./ 4. Juli 1307 Horažďovice    | 1306                                                         | 3./ 4. Juli 1307                                           | Albrecht I., Elisabeth von Görz und Tirol                          |
| –   | Johann von Böhmen, Ungekrönter Titularkönig    |      | Luxemburger               | 10. Aug. 1296                  | 26. Aug. 1346 Crécy-en-Ponthieu | 1310                                                         | 1333                                                       | Heinrich VII., Margarete von Brabant                               |
| 7   | Władysław I. Ellenlang                         |      | Piasten                   | 1260/1261                      | 2. März 1333 Krakau             | 20. Jan. 1320                                                | 2. März 1333                                               | Kasimir I., Euphrosyne von Schlesien-Oppeln                        |
| 8   | Kasimir III.                                   |      | Piasten                   | 30. Apr. 1310 Kowal            | 5. Nov. 1370 Krakau             | 25. Apr. 1333                                                | 5. Nov. 1370                                               | Władysław I. Ellenlang, Hedwig von Kalisch                         |
| 9   | Ludwig der Große                               |      | Haus Anjou                | 5. März 1326 Visegrád          | 10. Sep. 1382 Trnava            | 17. Nov. 1370                                                | 10. Sep. 1382                                              | Karl I., Elisabeth von Polen                                       |
| 10  | Hedwig von Anjou                               |      | Haus Anjou                | 1373/1374 Buda                 | 17. Juli 1399 Krakau            | 16. Okt. 1384                                                | 17. Juli 1399                                              | Ludwig I., Elisabeth von Bosnien                                   |
| 11  | Władysław II. Jagiełło                         |      | Jagiellonen               | 1352-1362                      | 1. Juni 1434 Horodok            | 4. März 1386                                                 | 1. Juni 1434                                               | Algirdas, Uljana von Twer                                          |
| 12  | Władysław III. Warneńczyk                      |      | Jagiellonen               | 31. Okt. 1424 Krakau           | 10. Nov. 1444 Warna             | 25. Juli 1434                                                | 10. Nov. 1444                                              | Władysław II. Jagiełło, Sophie Holszańska                          |
| 13  | Kasimir IV. Andreas                            |      | Jagiellonen               | 30. Nov. 1427 Krakau           | 7. Juni 1492 Grodno             | 25. Juni 1447                                                | 7. Juni 1492                                               | Władysław II. Jagiełło, Sophie Holszańska                          |
| 14  | Jan I. Olbracht                                |      | Jagiellonen               | 27. Dez. 1459 Krakau           | 17. Juni 1501 Toruń             | 23. Sep. 1492                                                | 17. Juni 1501                                              | Kasimir IV. Andreas, Elisabeth von Habsburg                        |
| 15  | Alexander der Jagiellone                       |      | Jagiellonen               | 5. Aug. 1461 Krakau            | 19. Aug. 1506 Wilno             | 12. Dez. 1501                                                | 19. Aug. 1506                                              | Kasimir IV. Andreas, Elisabeth von Habsburg                        |
| 16  | Sigismund der Alte                             |      | Jagiellonen               | 1. Jan. 1467 Kozienice         | 1. Apr. 1548 Krakau             | 24. Jan. 1507                                                | 1. Apr. 1548                                               | Kasimir IV. Andreas, Elisabeth von Habsburg                        |
| 17  | Sigismund II. August                           |      | Jagiellonen               | 1. Aug. 1520 Krakau            | 7. Juli 1572 Knyszyn            | 20. Feb. 1530                                                | 7. Juli 1572                                               | Sigismund I., Bona Sforza                                          |
| 18  | Heinrich III.                                  |      | Haus Valois (Freie Wahl)  | 19. Sep. 1551 Fontainebleau    | 2. Aug. 1589 Saint-Cloud        | 11. Mai 1573                                                 | 18. Juni 1574                                              | Heinrich II., Katharina von Medici                                 |
| 19  | Anna Jagiellonka                               |      | Jagiellonen (Freie Wahl)  | 18. Okt. 1523 Krakau           | 9. Sep. 1596 Warschau           | 13. Dez. 1575                                                | 9. Sep. 1596                                               | Sigismund I., Bona Sforza                                          |
| 20  | Stephan Báthory                                |      | Báthory (Freie Wahl)      | 27. Sep. 1533 Șimleu Silvaniei | 12. Dez. 1586 Grodno            | 1. Mai 1576                                                  | 12. Dez. 1586                                              | Stephan Báthory von Somlyó, Catherine Telegdi                      |
| 21  | Sigismund III. Wasa                            |      | Haus Wasa (Freie Wahl)    | 20. Juni 1566 Gripsholm        | 30. Apr. 1632 Warschau          | 19. Aug. 1587                                                | 19. Apr. 1632                                              | Johann III., Katharina Jagiellonica                                |
| 22  | Władysław IV. Wasa                             |      | Haus Wasa (Freie Wahl)    | 9. Juni 1595 Łobzów            | 20. Mai 1648 Merecz             | 8. Nov. 1632                                                 | 20. Mai 1648                                               | Sigismund III. Wasa, Anna von Österreich                           |
| 23  | Johann II. Kasimir                             |      | Haus Wasa (Freie Wahl)    | 22. März 1609 Krakau           | 16. Dez. 1672 Nevers            | 20. Nov. 1648                                                | 16. Sep. 1668                                              | Sigismund III. Wasa, Constanze von Österreich                      |
| 24  | Michał Korybut Wiśniowiecki                    |      | Wiśniowiecki (Freie Wahl) | 31. Mai 1640 Bilyj Kamin       | 10. Nov. 1673 Lwów              | 19. Juni 1669                                                | 10. Nov. 1673                                              | Jeremi Wiśniowiecki, Gryzelda Konstancja Zamoyska                  |
| 25  | Johann III. Sobieski                           |      | Sobiescy (Freie Wahl)     | 17. Aug. 1629 Olesko           | 17. Juni 1696 Wilanów           | 21. Mai 1674                                                 | 17. Juni 1696                                              | Jakub Sobieski, Teofila Zofia Sobieska                             |
| 26  | August der Starke                              |      | Haus Wettin (Freie Wahl)  | 12. Mai 1670 Dresden           | 1. Feb. 1733 Warschau           | 15. Sep. 1697 i data-sort-value="20.10.1709"\| 20. Okt. 1709 | 1. Feb. 1733                                               | Johann Georg III., Anna Sophie von Dänemark                        |
| 27  | Stanislaus I. Leszczyński                      |      | Leszczyński (Freie Wahl)  | 20. Okt. 1677 Lwów             | 23. Feb. 1766 Lunéville         | 12. Juli 1704 i data-sort-value="12.9.1733"\| 12. Sep. 1733  | 4. Okt. 1709 i data-sort-value="26.1.1736"\| 26. Jan. 1736 | Rafał Leszczyński, Anna Leszczyńska                                |
| 28  | August III.                                    |      | Haus Wettin (Freie Wahl)  | 17. Okt. 1696 Dresden          | 5. Okt. 1763 Dresden            | 5. Okt. 1733                                                 | 5. Okt. 1763                                               | August der Starke, Christiane Eberhardine von Brandenburg-Bayreuth |
| 29  | Stanisław August Poniatowski                   |      | Poniatowski (Freie Wahl)  | 17. Jan. 1732 Wołczyn          | 12. Feb. 1798 St. Petersburg    | 7. Sep. 1764                                                 | 25. Nov. 1795                                              | Stanisław Poniatowski, Konstancja Czartoryska                      |

### Teilungsperiode
Zwischen 1795 und 1815 wurde der Titel des Königs von Polen nicht verwendet. Zwischen 1815 und 1830 blieb das Königreich Polen in einer Personalunion mit dem Russischen Reich, wobei die russischen Zaren den Titel König von Polen trugen und sich in Warschau krönen lassen mussten.
| Herrschaftszeit | Name                            | Porträt | Eltern                                    | Geburtsdatum           | Sterbedatum        | Zusätzliche Informationen                                                                                       |
| --------------- | ------------------------------- | ------- | ----------------------------------------- | ---------------------- | ------------------ | --- |
| 1815–1825       | Alexander I.                    |         | Paul I., Dagmar von Dänemark              | 23. Dez. 1777          | 1. Dez. 1825       | Zar von Russland ab 1801                                                                                        |
| 1825–1855       | Nikolaus I.                     |         | Paul I., Dagmar von Dänemark              | 6. Juli 1796           | 2. März 1855       | letzter gekrönter König Polens, gekrönt am 24. Mai 1829 entthront 1831 vom polnischen Sejm.                     |
| 1855–1881       | Alexander II.                   |         | Nikolaus I., Charlotte von Preußen        | 29. Apr. 1818          | 13. März 1881      | |
| 1881–1894       | Alexander III.                  |         | Alexander II., Marie von Hessen-Darmstadt | 10. März 1845          | 1. Nov. 1894       | |
| 1894–1917       | Nikolaus II.                    |         | Alexander III., Dagmar von Dänemark       | 6. Mai/ 18. Mai 1868   | 16./ 17. Juli 1918 | dankte am 15. März 1917 zugunsten seines Bruders ab                                                             |
| 1917            | Michail Alexandrowitsch Romanow |         | Alexander III., Dagmar von Dänemark       | 22. Nov./ 4. Dez. 1878 | 13. Juni 1918      | Er akzeptierte den Titel nicht und dankte am 16. März 1917 zugunsten der Provisorischen Regierung Russlands ab. |

Der 1917 eingerichtete Regentschaftsrat Polens sollte vorübergehend die Macht ausüben, bis ein neuer Herrscher auf den Thron gesetzt wurde, was nie geschah, da Polen 1918 ein republikanisches System einführte.